# Îlot Keelung
L'îlot Keelung (Chinois traditionnel: 基隆嶼; pinyin: Jīlóngyǔ; Wade–Giles: Chi-lung Yü) est une petite île appartenant au district de Zhongzheng de la ville de Keelung à Taiwan. Située à 4,9 kilomètres du port de Keelung, elle couvre une superficie de 23,9 hectares (910 mètres de long et 410 mètres de large en incluant le port) et son point culminant atteint les 182 mètres au-dessus du niveau de la mer.

## Histoire
L'île était considérée, pendant l'Antiquité, comme un lieu sacré par la population locale. Les rumeurs mentionnent qu'une femme fantôme nommée Shih-Yun avait vécu sur cette île, à se lamenter sur son mari qui mourut dans un naufrage, il y a des centaines d'années.
Aujourd'hui, l'îlot est principalement utilisé comme une base d'entraînement militaire mais depuis 2001, il a été ouvert au tourisme. Les services de liaison en ferry entre le port de Keelung et l'îlot sont assurés tous les jours. L'îlot est doté d'un petit port et d'une voie de promenade et s'avère populaire auprès de l'industrie halieutique locale, en raison de la quantité de poissons qu'il attire dans ses alentours.
En 2015, l'îlot a été fermé au public pour cause de nettoyage de déchets. Elle sera rouverte en août 2018.

## Géographie
Volcanique et constitué de plagioclases riches en calcium, l'îlot fait partie du groupe des volcans Keelung. Il est apparu pendant la période du Pléistocène après une éruption volcanique explosive de tholéiite, d'andésite et de dacite. La source du magma se situe à l'extrémité ouest de l'arc volcanique des Ryukyu, formée lorsque la plaque de la mer des Philippines fut compressée sous l'arête de la plaque eurasienne à environ 20 à 30 km de profondeur. Le magma fut contaminé par les matières de la croûte continentale. La géochimie de la roche montre que le fer, l'aluminium, le titane, le potassium, le rubidium et le strontium sont enrichis, mais que le sodium, le magnésium et le nickel sont appauvris.